# Agrati (cognome)
Agrati è un cognome di lingua italiana.

## Varianti
Agrate, D'Agrate.

## Origine e diffusione
Cognome tipicamente settentrionale, è presente prevalentemente in Piemonte e Lombardia.
Potrebbe derivare da un toponimo quali Agrate Brianza e Agrate Conturbia. Ha lo stesso etimo del cognome Agresti.